# Der Millionenonkel (Film)
Der Millionenonkel ist ein österreichischer Spielfilm aus dem Jahre 1913. Unter der Regie von Hubert Marischka spielte darin der berühmte Bühnendarsteller und Tenor Alexander Girardi über 30 seiner bekanntesten Theaterrollen.

## Handlung
Eingebettet in eine kurze Rahmenhandlung präsentiert der zur Drehzeit 63-jährige Alexander Girardi eine Auswahl seiner berühmtesten Bühnenrollen, mit denen er in seiner langen Karriere die größten Erfolge feiern konnte: Er spielt unter anderem den Pufferl aus der gleichnamigen Operette, den Valentin aus Der Verschwender, den Drechsler aus Brüderlein fein, den Mucki Vierröckl aus Ein armes Mädel, den Gottlieb Weigl aus Mein Leopold, den armen Jonathan, den Bruder Straubinger und den Wachmann aus Die Wienerstadt in Wort und Bild, den Schlosserkönig aus der gleichnamigen Operette und den Briefträger Flenz in Er und seine Schwester, den Millionenonkel und den Janos aus Heißes Blut, den Celestin aus Mamselle Nitouche, den Zigeunerprimas, den Obersteiger, den Torelli aus Künstlerblut, den Marchese Sebastiano aus Der lustige Krieg, den Kasim Pascha aus Fürstin Ninetta, den Aschenmann aus Der Bauer als Millionär, den Vogelhändler, den Bettelstudent, den Benozzo aus Gasparone, den Zsúpan aus Der Zigeunerbaron, den Godibert aus Die Jungfrau von Belleville, den Profoß aus Heimliche Liebe sowie den Frosch aus Die Fledermaus.

## Hintergrund und Produktionsnotizen
Der Millionenonkel gilt als die erste filmische Großproduktion Österreichs, für die (beispielsweise vom Kruger-Kino in Wien I.) mit Superlativen wie dem folgenden geworben wurde: Die gewaltigste Sensation für Wien!: Girardi im Film. Die Dreharbeiten zu Der Millionenonkel dauerten rund fünf Wochen und fanden zwischen Ende März und Anfang Mai 1913 statt. Gedreht wurde auf Wiens Straßen, im Freilichttheater Engerthstraße, im Dachatelier Biberstraße sowie in Baden bei Wien in der Sommerarena.
Girardi zeichnete auch für die überwiegend humoristischen Zwischentitel verantwortlich. Der damals gerade 20-jährige Ernst Marischka, Regisseur der Sissi-Trilogie 1955–1957, gab hier sein Debüt als Drehbuchautor.
Die feierliche Uraufführung von Der Millionenonkel fand am 10. September 1913 im Beethovensaal zu Wien statt. Operettenkomponist Robert Stolz, der hier sein Filmdebüt gab, war bei der Premiere anwesend und dirigierte persönlich die Salonkapelle Haupt.
Die Länge des aus fünf Akten bestehenden Films betrug 1700 Meter, das entspricht rund einer Stunde Spieldauer. Mit etwa einer viertelmillion Kronen war Der Millionenonkel der bis dahin teuerste Film des Landes. Dennoch hat er seine Kosten wieder eingespielt, der Film galt sowohl in Österreich-Ungarn als auch im deutschen Kaiserreich als ökonomischer Erfolg. Dazu mag auch beigetragen haben, dass Produzent Kolowrat als erster Filmhersteller gezielt Werbung eingesetzt hatte und eine spezielle Girardi-Nummer als Sonderausgabe der Kinematographischen Rundschau publizieren ließ.
Ähnlich wie im selben Jahr (1913) in Deutschland Max Macks Der Andere mit Albert Bassermann und Stellan Ryes Der Student von Prag mit Paul Wegener war Der Millionenonkel der Versuch, den Film in Österreich-Ungarn aus dem Dunstkreis eines Rummelplatzvergnügens herauszuführen und mit Hilfe des angesehenen Theaterschauspielers Girardi dieses bis dahin schlecht angesehene Medium künstlerisch aufzuwerten. Girardis Mitwirkung ließ die Premiere vor geladenen Gästen „zu einem gesellschaftlichen Ereignis werden“.
Girardi, der Der Millionenonkel als die größte Gastspielreise seines Lebens bezeichnet hatte, gab in einer Pressekonferenz anlässlich der Filmpremiere folgende Stellungnahme ab: „Nach Ihren Mienen zu urteilen scheinen Sie zu glauben, daß ein Künstler eine kleine Treulosigkeit an seiner Kunst verübt, wenn er sich in den Dienst des Films stellt. Ich bin nicht dieser Ansicht. Die Tatsache, daß nicht nur die Massen ins Kino strömen, daß es auch das gebildete Publikum lockt, hat ja seine tiefen und wohlberechtigten Gründe.“